# ماريك إديلمان
ماريك إيدلمان  ((باليديشية: מאַרעק עדעלמאַן) ولد إما سنة 1919 في غوميل أو عام 1922 في وارسو – 2 أكتوبر، 2009 في وارسو، بولندا) كان سياسيا بولنديا وناشطا اجتماعيا وطبيب قلب يهوديا. قبل وفاته في عام 2009، كان إيدلمان آخر الباقين على قيد الحياة من زعماء انتفاضة غيتو وارسو.

## وصلات خارجية
- حروب الغيتو لماريك إيدلمان
- إيدلمان السيرة الذاتية
- ماريك إيدلمان، قصة الحياة على شبكة الإنترنت من القصص (مقابلة بالبولندية مع ترجمة باللغة الإنجليزية)
- مينش حقيقي - نعي ماريك إيدلمان
- جون روز. نسخة محفوظة 26 مارس 2010 على موقع واي باك مشين. "ماريك إيدلمان مقاوم النازية" نسخة محفوظة 26 مارس 2010 على موقع واي باك مشين. العامل الاشتراكي (المملكة المتحدة)، كانون الثاني / يناير، 2006
- آخر ثوار غيتو وارسو يعطي مرتبة الشرف للذين سقطوا